# ワインカントリー (カリフォルニア州)
ワインカントリー（英: Wine Country）は、アメリカ合衆国カリフォルニア州の北部にあり、カリフォルニアワインの生産地として知られるナパ郡、ソノマ郡およびメンドシーノ郡、各郡地域である。詳細は次項の原産地域を参照。

## 概要
この地域のブドウ栽培とワイン醸造は19世紀半ばから行われている。地中海性気候のためブドウの栽培にはとても適している。サンフランシスコより北の地域には400以上のワイン醸造所があり、その大半はナパ郡のナパ・バレーやソノマ郡のソノマ・バレー、アレクサンダー・バレー、ドライクリーク・バレーおよびルシアンリバー・バレーなどバレーと呼ばれる地域に位置している。ワイン用ブドウはアトラスピークやマウントビーダーなど標高の高いブドウ栽培地域でも栽培されている。ワインカントリーはブドウを栽培しているという条件だけでなく、生態系、地質、建築物、料理および文化によっても定義されている。ブドウの収穫の大半は面積でもその価値でもソノマ郡から産出されている。
ワインカントリーの中の著名な自治体としては、サンタローザ、ペタルーマ、ヒールスバーグ、ソノマ、ガイザービル、ケンウッド、セバストポウル（ソノマ郡）、ナパ、セントヘレナ、カリストガ、ヨーントビル（ナパ郡）およびユカイア（メンドシーノ郡）がある。

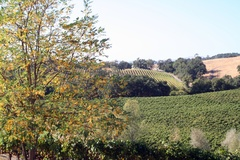
アレクサンダー・バレー（ソノマ郡）

## 原産地域
ワインカントリーは一般にナパ、ソノマおよびメンドシーノ各郡の集合と見なされている。しかし、いくつかの文献ではレイク郡の一部を含めている。これらの郡には、次のようなブドウ栽培地域が含まれている。
- メンドシーノ郡 : アンダーソン・バレー、コベロ、メンドシーノ、ポッター・バレーの各ワイン生産地域
- ナパ郡 : アトラスピーク、ロスカルネロス、マウントビーダー、ナパ・バレー、オークビル、ラザッフォード、セントヒリーナ、カリストガ、スタグスリープ地区およびヨーントビルの各ワイン生産地域
- ソノマ郡 : アレクサンダー・バレー、ベネット・バレー、チョークヒル、ドライクリーク・バレー、グリーン・バレー・オブ・ルシアンリバー、ナイツ・バレー、ロスカルネロス、ノーザンソノマ、ロックパイル、ルシアンリバー・バレー、ソノマコースト、ソノママウンテン、ソノマ・バレーの各ワイン生産地域
- レイク郡 : クリアレイク、ゲノック・バレー、ハイ・バレー、レッドヒルズ・レイク郡の各ワイン生産地域

6郡に跨る（上記4郡の他にマリン郡とソラノ郡）ノースコーストブドウ栽培地域はここで定義するワインカントリーと重なっている。さらに郡の名称自体は原産地名称として法的なものである。

## 歴史

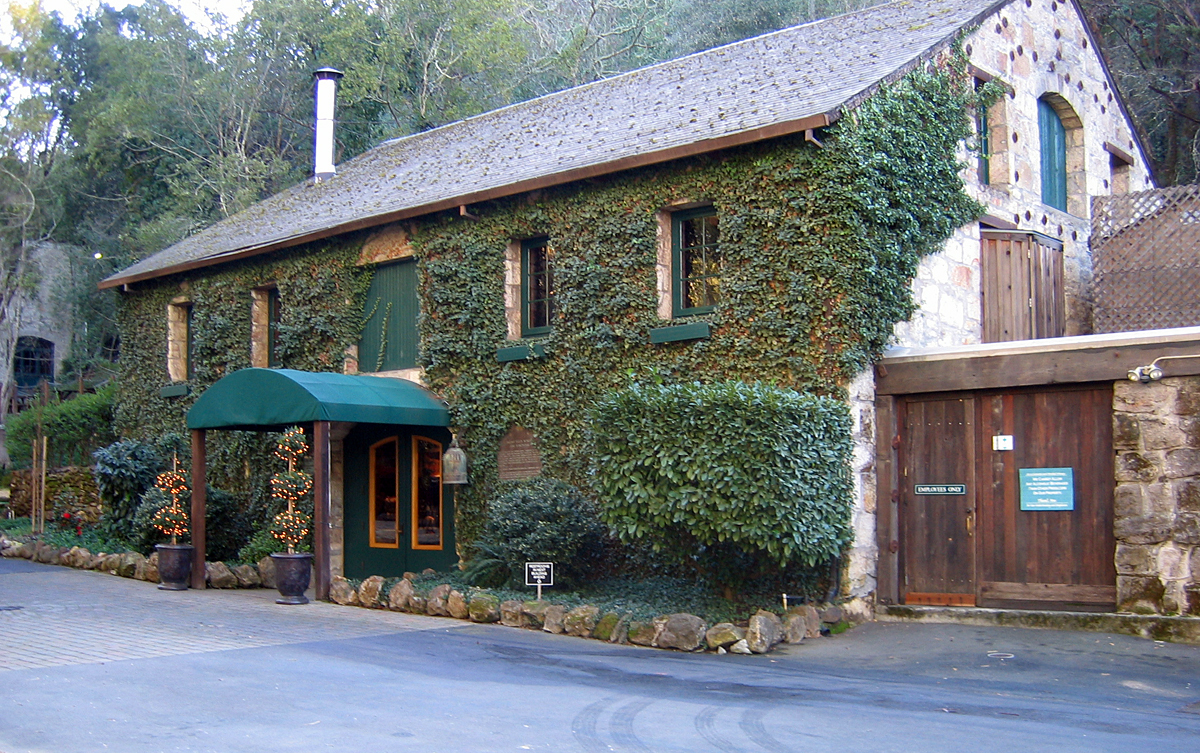
ブエナビスタ・ワイナリー

ワインカントリーの前史時代、紀元前約8000年以来インディアンのいくつかの種族がこの地域に住んでいた。主要な部族としては、ポモ族、海岸ミウォク族、ワッポ族およびパトウィン族であり、その初期の人々はある形態での農業を行っていたが、ブドウ栽培の痕跡は確認されていない。スペインの植民地となって以降、カリフォルニア・ミッションの伝道所の農園でブドウが栽培され儀式用のワインが作られた。
アメリカ合衆国の統治下では鉄道の整備により農作物の大量輸送が可能となった。ブドウの栽培に適した気候と土壌がある地域でワインの商業生産を試みる動きが活発化した。ソノマ郡のアロヨ・セコ・クリーク下流域にブドウ園を開いたアゴストン・ハラジーがソノマ郡のカリフォルニアワイン産業の先駆者とされている。
カリフォルニア最古の商業ワイン醸造所であるブエナビスタ・ワイナリーと、カリフォルニア最古の家族経営のワイン醸造所であるグントラック・ブントシュ・ワイナリーがある場所として、ソノマ・バレーはカリフォルニアワインの生誕地と目されている。

## 生態系
多様な水生動物と陸生動物がワインカントリーとその水辺域に生息している。冬のマスノスケ (Oncorhynchus tsawytscha)、デルタスメルト (Hypomesus transpacificus)、およびニジマス (Onchorhynchus mykiss) が最も著名な魚類である。ソノマ・クリーク、ナパ川さらにはサンタローザ湖での魚類の回遊が、主流だけでなく多くの支流においても広範に調査されてきた。これらの調査により、主に堆積物のために、またその結果19世紀以来水辺の植生がなくなってきたため、これらの種にとって産卵や生息の価値が減少していることが明らかになってきた。
ワインカントリーには様々なサンショウウオ、蛇および蛙も棲んでいる。連邦政府が絶滅危惧種に挙げたカリフォルニアアカアシカエルがアナデル州立公園南斜面の北側水域に生息している。いくつかの絶滅危惧種が主にナパ・ソノマ湿地に生息しており、カリフォルニア・オニクイナ (Rallus longirostris)、カリフォルニア・クロコクイナ (Laterallus jamaicensis)、カリフォルニア・カッショクペリカン (Pelicanus occudentalis)、カリフォルニア清水エビ (Syncaris pacifica)、塩水潟カヤネズミ (Reithrodontomys raviventris)、サスーン・トガリネズミ (Sorex ornatus sinuosus)、サクラメント・スプリットテイル (Pogonichtys macrolepidotus) などである。上記の種のうちスプリットテイル、クロコクイナおよびニジマスは、連邦政府の指定する絶滅のおそれがある種であり、その他は絶滅危惧種である。
高原の生態系はカリフォルニアオークの森林、シャパラルおよびサバンナ疎林の混生である。ここではオグロシカ、コヨーテ、スカンク、アライグマ、フクロネズミ、野生のシチメンチョウ、ヒメコンドル、アカオノスリなどが見られ、時にはボブキャットやマウンテンライオンも出てくる。高原の樹種としては、コーストライブオーク (Quercus agrifolia)、ゲーリーオーク (Quercus garryana)、パシフィックマドロナ (Arbutus menziesii)、カリフォルニア・トチノキ (Aesculus californica)、ダグラスファー (Pseudotsuga) があり、バレーの底部ではバレーオーク (Quercus lobata) が支配的である。

## 観光

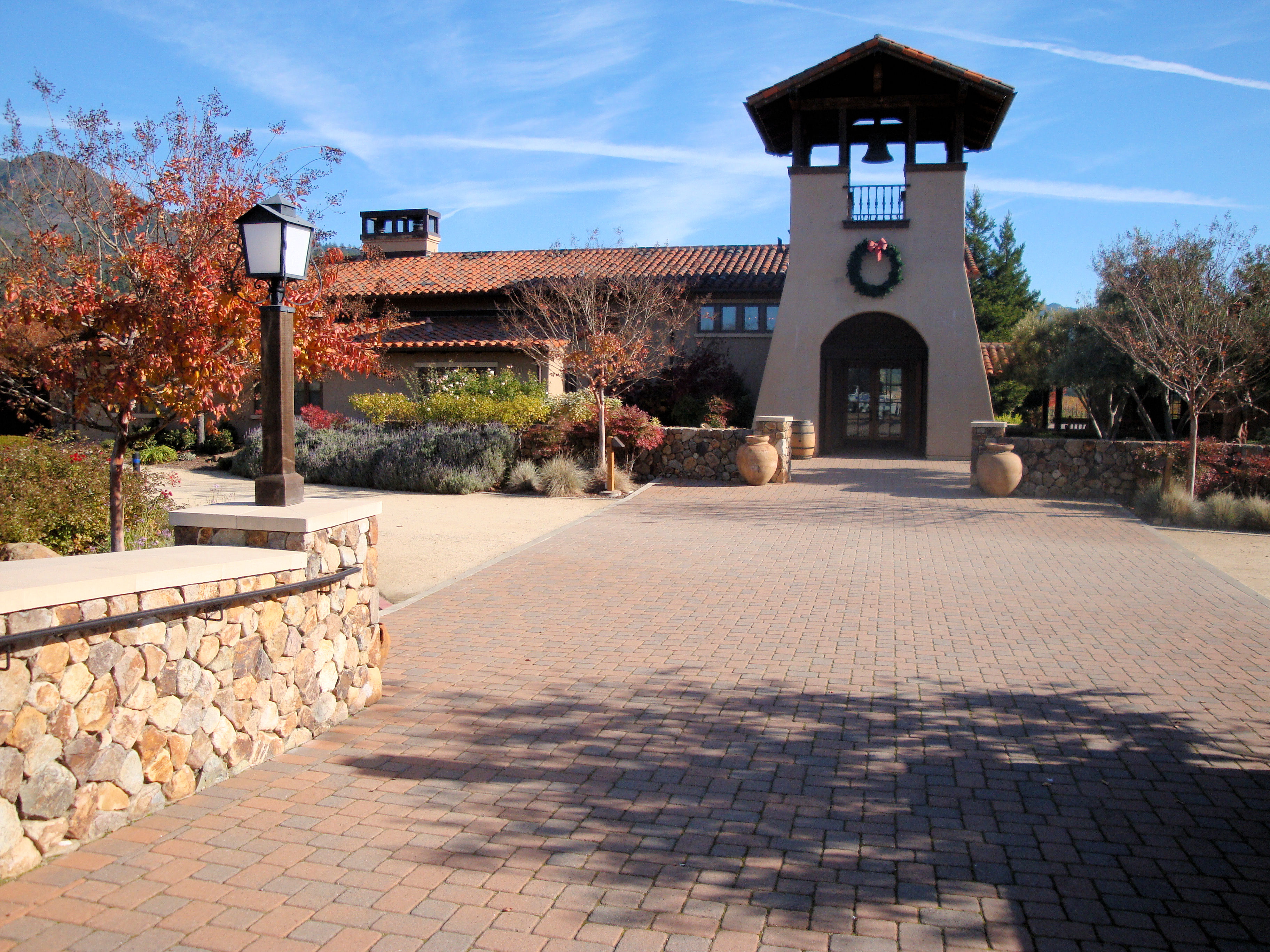
サンタローザのセント・フランシス・ワイナリー

ワインカントリーでは観光業が隆盛している。1975年にはナパ・バレーにわずか25か所のワイン醸造所しかなかったが、今日ではナパ郡とソノマ郡で400カ所以上がある。観光客はワインの試飲だけでなく、ハイキング、サイクリング、熱気球および歴史史跡探求のためにこの地域を訪れ、また様々な料理も楽しめる。ワインカントリーには多くの著名なシェフやレストラン経営者がおり、例えばトマス・ケラー、ジョン・アッシュ、およびソンドラ・バーンスタインなどである。ワイン醸造所という魅力の他、温泉浴、化石化した樹木など自然の資源も豊富にある。
観光鉄道でもあるナパバレー・ワイントレインも観光客に人気である。

## 交通機関

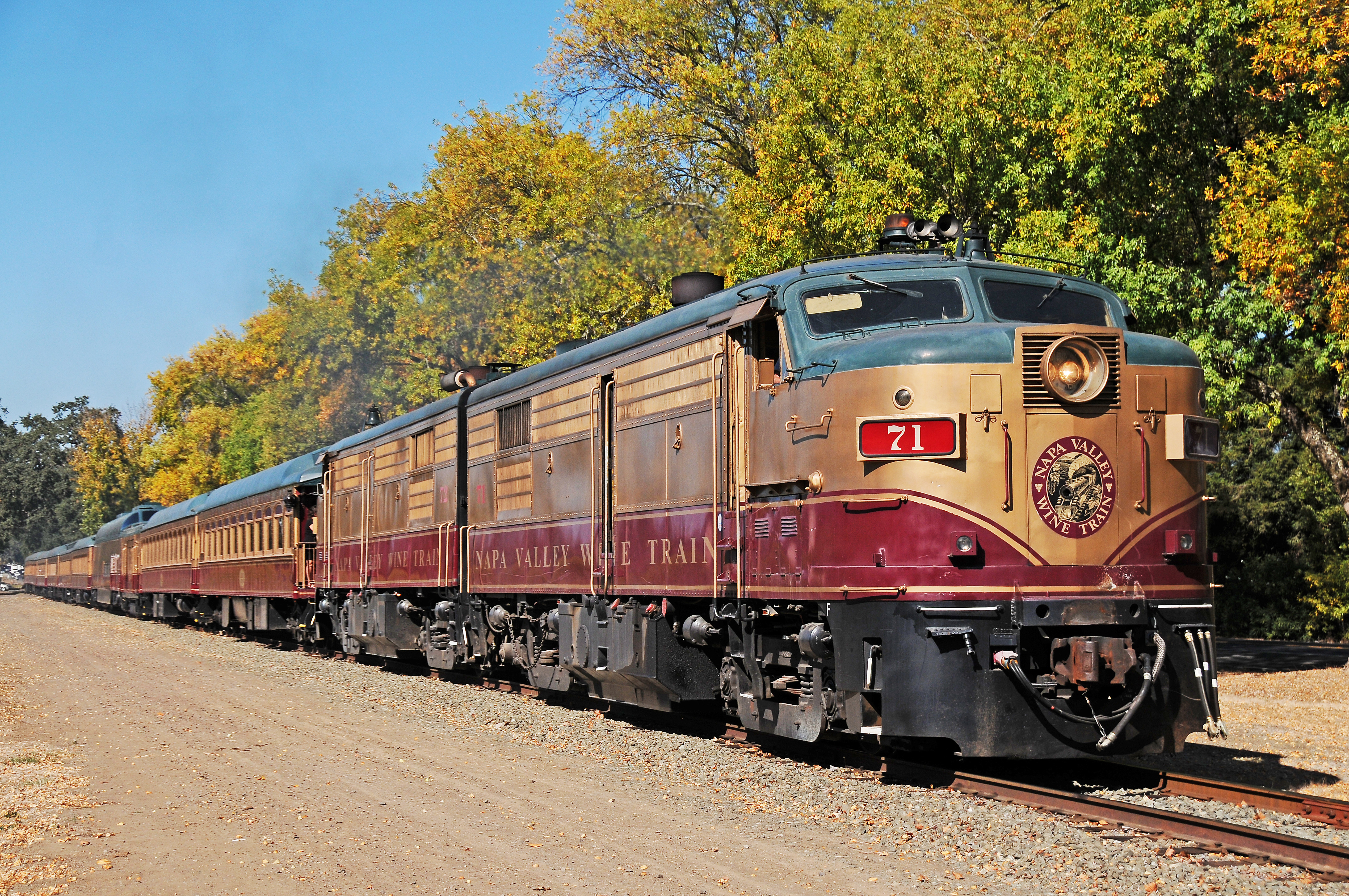
ナパバレー・ワイントレイン

### 車
ワインカントリーの観光ブームは特に夏の週末にカリフォルニア州道29号線が渋滞するために下火になりつつある。この時期は多くの観光客が訪れるために道路の許容量を超えることが多い。ナパ・バレーは都市化の波と道路の高規格化の進行も圧力となりつつある。

### 飛行機
飛行機を利用する場合はチャールズ M. シュルツ・ソノマカウンティ空港かナパ郡空港を用いる場合が多い。

### 鉄道
ナパバレー・ワイントレインという観光列車が運行されており、高い人気を誇る。2017年からソノマ・マリンエリア鉄道が運行されている。